# Coștiui
Coștiui, en magyar, Rónaszék, en allemand, Rohnen, est un village de la commune de Rona de Sus en Roumanie dans la province ancienne de Marmatie. Il est situé  à 10 kilomètres à l'est de Sighetu Marmaţiei. Dans les environs, il y avait un immense mine de sel.